# Eulithis tricedista
Eulithis tricedista är en fjärilsart som beskrevs av Louis Beethoven Prout 1938. Eulithis tricedista ingår i släktet Eulithis och familjen mätare. Inga underarter finns listade i Catalogue of Life.